# Lisa Rüedi
Lisa Rüedi, född 3 november 2000, är en schweizisk ishockeyspelare.
Rüedi tävlade för Schweiz vid olympiska vinterspelen 2018 i Pyeongchang, där hon slutade på femte plats med det schweiziska landslaget i damernas turnering i ishockey.